# Giovanni Battista Lampugnani
Giovanni Battista Lampugnani (okolo 1708? Milán – 2. června 1786 tamtéž) byl italský hudební skladatel.

## Život
Narodil se okolo roku 1708 v Miláně. Přesné datum narození není známo. Studoval v Neapoli a jako operní skladatel debutoval 26. prosince 1732 v Miláně operou Candace.
V roce 1743 odešel do Londýna a převzal řízení divadla Her Majesty's Theatre po Baldassaru Galuppim. Neuspěl však v soutěži s rostoucí slávou oper Christopha Willibalda Glucka a záhy se vrátil do Milána. V roce 1779 byl jmenován maestrem al cembalo (koncertním mistrem, resp. dirigentem řídícím orchestr od cembala) v divadle Teatro alla Scala.
Zemřel v Miláně 2. června 1786.

## Dílo
Opery
- Candace (libreto Domenico Lalli podle Francesca Silvaniho, 1732, Milán)
- Antigono (libreto G. Marizoli, 1736, Milán)
- Arianna e Teseo (libreto Pietro Pariati, 1737, Alexandrie)
- Ezio (libreto Pietro Metastasio, 1737, Benátky)
- Demofoonte (libreto Bartolomeo Vitturi a Pietro Metastasio, 1738, Piacenza)
- Angelica (libreto C. Vedova, 1738, Teatro San Samuele, Benátky)
- Didone abbandonata (libreto Pietro Metastasio, 1739, Padova)
- Adriano in Siria (libreto Pietro Metastasio, 1740, Vicenza)
- Semiramide riconosciuta (libreto Pietro Metastasio, 1741, Řím)
- Arsace (libreto Antonio Salvi, 1741, Crema)
- Farasmane, re di Tracia (1743, Janov)
- Alfonso (libreto Paolo Antonio Rolli, 1744, Her Majesty's Theatre, Londýn)
- Alceste (libreto Paolo Antonio Rolli, 1744, Her Majesty's Theatre, Londýn
- Semiramide (1745, Padova)
- Il gran Tamerlano (libreto Agostino Piovene, 1746, Milán)
- Tigrane (libreto Carlo Goldoni, 1747, Benátky)
- L'olimpiade (libreto Pietro Metastasio, 1748, Florencie)
- Andromaca (libreto Antonio Salvi, 1748, Teatro Regio di Torino )
- Artaserse (libreto Pietro Metastasio, 1749, Milán)
- Alessandro sotto le tende di Dario (libreto G. Riviera, 1751, Piacenza)
- Vologeso, re de Parti (1752, Janov)
- Vologeso (libreto Apostolo Zeno, 1753, Barcelona)
- Siroe, re di Persia (libreto Pietro Metastasio, 1755, Her Majesty's Theatre Londýn)
- Il re pastore (libreto Pietro Metastasio, 1758, Milán)
- Le cantatrici (libreto Carlo Goldoni, 1758, Milán)
- Il conte Chicchera (libreto Carlo Goldoni, 1759, Milán)
- La contessina (libreto Carlo Goldoni, 1759, Milán)
- Amor contadino (libreto Carlo Goldoni, 1760, Benátky)
- Enea in Italia (libreto Giacomo Francesco Bussani, 1763, Palermo)
- L'illustre villanella (1769, Turín)

Kromě oper komponoval chrámovou hudbu, symfonickou hudbu, koncerty pro dechové nástroje a orchestr a mnoho komorních skladeb pro různá obsazení.